# Oxfordshire
Oxfordshire er et engelsk county. Byen Oxford er det administrative hovedsæde. Der var i 2002 en befolkning på 607.457.

## Byer
| #  | By                 | Indbyggertal (2021) | Definition                       | Noter                   |
| -- | ------------------ | ------------------- | -------------------------------- | ----------------------- |
| 1  | Oxford             | 162,100             | Oxford non-metropolitan district |                         |
| 2  | Banbury            | 54,335              | Civil parish                     |                         |
| 3  | Abingdon-on-Thames | 37,931              | Civil parish                     | Historic Berkshire      |
| 4  | Bicester           | 37,020              | Civil parish                     |                         |
| 5  | Didcot             | 32,183              | Civil parish                     | Historic Berkshire      |
| 6  | Witney             | 31,217              | Civil parish                     |                         |
| 7  | Carterton          | 15,680              | Civil parish                     |                         |
| 8  | Kidlington         | 13,600              | Civil parish                     | Inkluderer ikke Gosford |
| 9  | Thame              | 13,273              | Civil parish                     | Includerer Moreton.     |
| 10 | Wantage            | 13,106              | Civil parish                     | Historic Berkshire      |
| 11 | Henley-on-Thames   | 12,186              | Civil parish                     |                         |
| 12 | Faringdon          | 8,627               | Great Faringdon civil parish     | Historic Berkshire      |
| 13 | Wallingford        | 8,455               | Civil parish                     | Historic Berkshire      |
| 14 | Grove              | 8,336               | Civil parish                     |                         |
| 15 | Chinnor            | 7,651               | Civil parish                     |                         |
| 16 | Chipping Norton    | 7,250               | Civil parish                     |                         |
| 17 | Eynsham            | 5,324               | Civil parish                     |                         |
| 18 | Benson             | 4,801               | Civil parish                     |                         |
| 19 | Wheatley           | 4,267               | Civil parish                     |                         |
| 20 | Sonning Common     | 4,138               | Civil Parish                     |                         |
| 21 | Kennington         | 4,133               | Civil parish                     |                         |
| 22 | Woodstock          | 3,521               | Civil parish                     |                         |
| 23 | Charlbury          | 3,063               | Civil parish                     |                         |
| 24 | Bampton            | 2,993               | Civil parish                     |                         |
| 25 | Watlington         | 2,697               | Civil parish                     |                         |
| 26 | Deddington         | 2,301               | Civil parish                     |                         |

1. ↑  200 boliger i den sydøstlige del af byen ligger i East Hagbourne

## Seværdigheder
- Abingdon County Hall Museum[1]
- Ashdown House
- Ashmolean Museum – Oxford Universitys museum for kunst og arkæologi. Storbritanniens ældste museum
- Banbury Museum, Banbury
- Bicester Village
- Blenheim Palace og park – UNESCO World Heritage Site
- Broughton Castle
- Buscot Park, Buscot
- Champs Chapel Museum of East Hendred
- Charlbury Museum
- Chastleton House
- Chiltern Hills
- Chinnor & Princes Risborough Railway
- Chipping Norton Museum[2]
- Cholsey and Wallingford Railway
- Cogges Manor Farm Museum, Witney – frilandsmuseum
- Combe Mill Museum,[3] Long Hanborough – working museum of stationary steam engines
- Cotswold Wildlife Park and garden, Bradwell Grove, Holwell
- Cotswolds – Area of Outstanding Natural Beauty
- Didcot Railway Centre – museum for Great Western Railway
- Dorchester Abbey, Dorchester-on-Thames
- Great Coxwell Barn – tiendelade fra 1300-tallet
- Greys Court, Rotherfield Greys
- Hampton Gay Manor
- Harcourt Arboretum, Nuneham Courtenay
- Heythrop Hall
- Hook Norton Brewery
- Kelmscott Manor – William Morris' hjem
- Mapledurham Estate
- Milton Manor House[4]
- Minster Lovell Hall
- Museum of Bygones, Claydon
- North Wessex Downs – Area of Outstanding Natural Beauty
- Oxford
- Oxford Bus Museum og Morris Motors Museum, Long Hanborough
- Oxford Canal – smal kanal fra 1700-tallet
- The Oxfordshire Museum, Woodstock
- The Ridgeway
- River and Rowing Museum, Henley-on-Thames
- River Thames
- Rollright Stones – megalit stencirkel og Whispering Knights stensætning Little Rollright
- Rousham House
- Rycote chapel
- St Katharine's church, Chiselhampton
- St Mary's church, Iffley[5]
- Shotover Country Park, Headington
- Spiceball Country Park, Banbury
- Stanton Harcourt herregård
- Stonor Park
- Swalcliffe Tithe Barn – 1400-tallet
- Thame Museum
- Tolsey Museum, Burford
- Uffington White Horse, Uffington Castle og Wayland's Smithy gravkammer i White Horse Hills
- Vale and Downland Museum, Wantage
- Wallingford Museum
- Wheatley vindmølle – 1700-tals tårnmølle[6]